# Silence (Edgar Allan Poe)
"Silence" (em português Silencio) é um conto escrito pelo escritor, poeta e crítico estadunidense Edgar Allan Poe e publicado no livro The Baltimore Book, A Christmas and New Year Present, em 1837. A história se assemelha mais a um mito do que a uma fábula. Está disponível na íntegra no WikiSource.

## Enredo
Alguém desconhecido ouve o demônio, que lhe conta uma história que aconteceu em uma terra sombria da Líbia, no norte da África. Sobre uma rocha está sentado um homem majestoso vestido com roupas romanas que enfrenta as tentações do diabo, que lhe envia desafios para afastá-lo dali. O homem suporta bravamente todas as adversidades e só foge depois que o demônio lhe envia o silêncio absoluto, silenciando toda a paisagem.
Edgar Allan Poe escreveu-o numa carta a James Russell Lowell, notável poeta estadunidense deste período. Uma solidão semelhante pode ser observada no romance, com o protagonista sentado numa pedra.
Até agora, minha vida tem sido um mero capricho – impulso – paixão – desejo de solidão – desprezo por tudo o que me rodeia – e desejo sincero pelo futuro.

## Geografia
O mito menciona “uma terra lamentável e escura na Líbia, às margens do Zaire”. A Líbia fica no Norte de África, e o Rio Zaire (agora chamado Rio Congo) nunca fluiu para o seu território na história moderna; o território nem chegou perto da bacia hidrográfica do Rio Zaire, que atravessa a África equatorial.
Alguns termos geográficos são mencionados na fábula:
- Dodona - uma vila no nordeste da Grécia. Na antiguidade, existia um oráculo de Zeus.
- Líbia - país árabe no Norte da África
- Hébridas - duas ilhas escocesas (Hébridas Interiores, Hébridas Exteriores)